# 泰奧加縣 (賓夕法尼亞州)
泰奧加縣（英語：Tioga County）是美国宾夕法尼亚州北部的一個縣，成立於1804年3月26日。北鄰纽约州，面積2,946平方公里。根據2020年美國人口普查，共有人口41,045人。縣治韋爾斯伯勒。縣名源自印第安詞彙，意思是「岔口」。